# Sarah Sutton
Sarah Sutton (Basingstoke, Hampshire; 12 de diciembre de 1961) es una actriz británica, más conocida por su papel de Nyssa en la serie de ciencia ficción de la BBC Doctor Who (Nyssa fue acompañante del Cuarto Doctor, interpretado por Tom Baker, y del Quinto Doctor, interpretado por Peter Davison, desde 1981 hasta 1983).

## Carrera
Estudió ballet de pequeña y se convirtió en la actriz británica más joven en interpretar a Alicia de Alicia en el país de las maravillas en televisión y cine sonoro. Otros programas de televisión en los que ha aparecido son The Moon Stallion (1978) y The Crucible (1980).
Debutó en Doctor Who en el serial de 1981 The Keeper of Traken, penúltimo serial de Tom Baker, y fue desde entonces miembro habitual del reparto dos años más ya con Peter Davison como protagonista. Compartió escena con los actores Matthew Waterhouse, Janet Fielding y Mark Strickson, intérpretes respectivamente de Adric, Tegan Jovanka y Vislor Turlough. Su último serial, Terminus (1983, escrito por Stephen Gallagher y dirigido por Mary Ridge), es famoso y recordado en Reino Unido porque en él se quitó la falda y apareció en ropa interior el resto de la emisión. En el guion se explica porque se sentía mal y febril. En una entrevista, Sutton lo describió como «un gesto de despedida a los fanes». Gallagher piensa que en su guion Nyssa lo que perdía era el collar de su vestuario original, cayéndosele el broche que después encontraría el Doctor, y la falda perdida lo reemplazó en el argumento.
Tras Terminus hizo una breve aparición en el último serial de Peter Davison, The Caves of Androzain, pero aparte de eso, desde que abandonó Doctor Who ha hecho poca interpretación, concentrándose en criar a su hija con su marido. Ha hecho apariciones en las series Casualty y Unnatural Pursuits.
Repitió en el papel de Nyssa en 1993 en el especial de Children in Need titulado Dimensions in Time, y después en muchos audioteatros de Doctor Who de Big Finish Productions de 1999 en adelante.